# M192 Lightweight Ground Mount
 (novembre 2019).

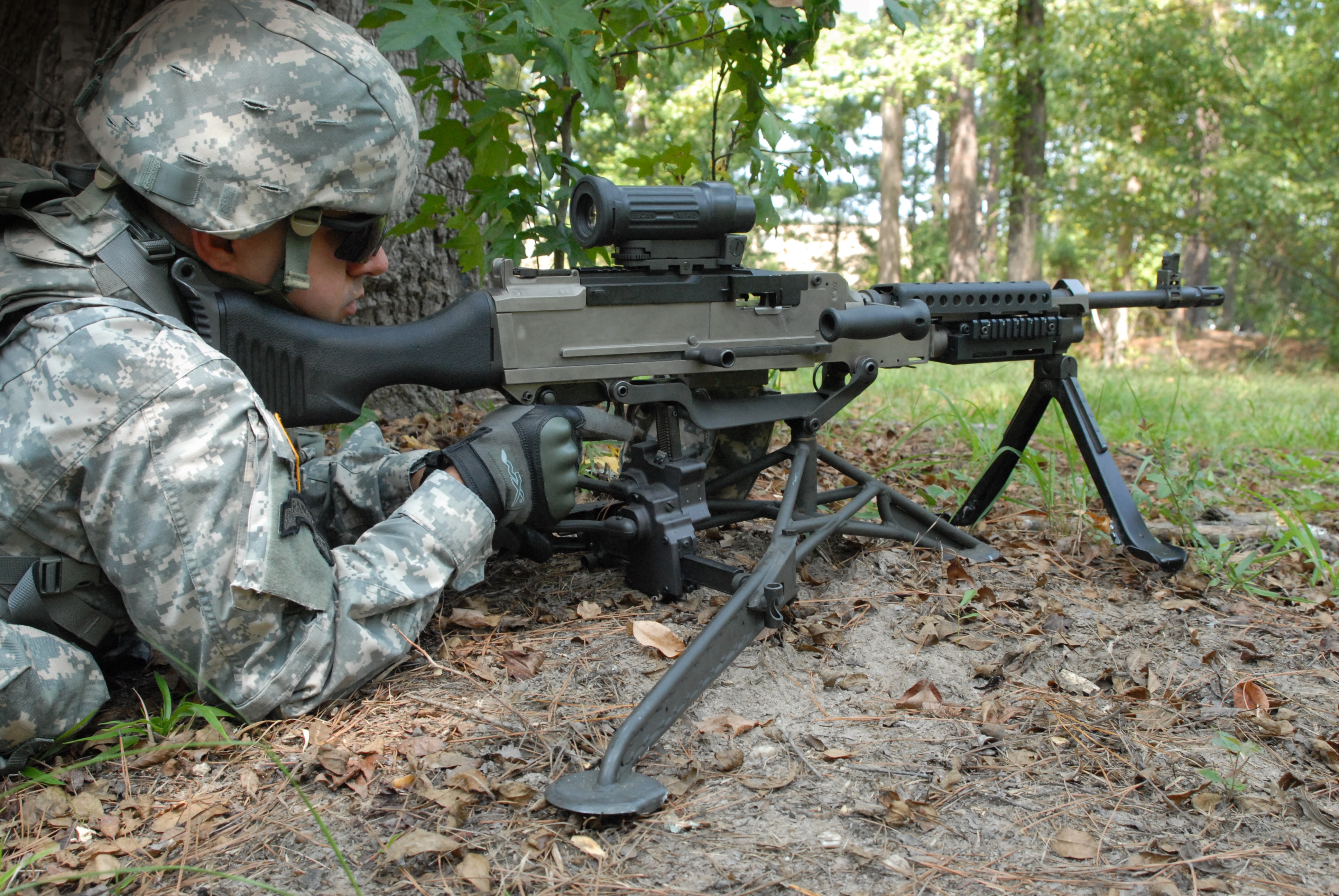
M240E6 avec trépied M192.

Le M192 Lightweight Ground Mount (le M192 « support léger au sol ») est un trépied mis au point par les forces armées américaines. Il a été conçu et développé par Capco, Incorporation sous contrat avec Picatinny Arsenal pour remplacer le trépied M122. L'armée américaine a classé le trépied parmi les dix premières inventions de l'année 2005. Il a été conçu pour être utilisé avec les modèles M249, M240B et M240L.

## Utilisation
Le M192 a été mis en service en 2005 et fait partie de l'Initiative de mise en service rapide.